# Discografie van Latifah
Hieronder volgt de discografie van de Nederlandse rapper Latifah, met name haar albums en haar nummers met een notering in een hitlijst. 

## Albums
| Album                                                                  | Verschijnen      | Label     | Hitlijsten | Hitlijsten | Hitlijsten | Hitlijsten | Opmerkingen |
| Album                                                                  | Verschijnen      | Label     | BE (VL)    | BE (VL)    | NL         | NL         | Opmerkingen |
| Album                                                                  | Verschijnen      | Label     | Piek       | Weken      | Piek       | Weken      | Opmerkingen |
| ---------------------------------------------------------------------- | ---------------- | --------- | ---------- | ---------- | ---------- | ---------- | ----------- |
| All Eyez On Us (met Kempi, Sevn Alias, Vic9, Josylvio, Rocks en Kevin) | 9 juni 2017      | Top Notch | 185        | 2          | 2          | 20         | Studioalbum |
| On my way                                                              | 8 september 2017 | Top Notch | 106        | 3          | 4          | 31         | Studioalbum |
| Van een meisje naar een vrouw                                          | 19 juli 2019     | Top Notch | —          | —          | 8          | 10         | Studioalbum |

## Nummers met notering(en) in een hitlijst
| Lied                                      | Verschijnen      | Album                                  | Hitlijsten   | Hitlijsten   | Opmerkingen          |
| Lied                                      | Verschijnen      | Album                                  | NL (Top 100) | NL (Top 100) | Opmerkingen          |
| Lied                                      | Verschijnen      | Album                                  | Piek         | Weken        | Opmerkingen          |
| ----------------------------------------- | ---------------- | -------------------------------------- | ------------ | ------------ | -------------------- |
| Laag / boven (met SBMG)                   | 2 december 2016  | No Mickey Mouse business (van SBMG)    | 47           | 14           | Platina in Nederland |
| Sexy body (met Kempi)                     | 9 juni 2017      | All eyez on us                         | 93           | 1            |                      |
| Non stop (met Hansie en Josylvio)         | 28 augustus 2017 | De belofte (van Hansie)                | 57           | 4            |                      |
| On my way (met Henkie T en Navi)          | 8 september 2017 | On my way                              | 56           | 9            |                      |
| Avec me                                   | 8 september 2017 | On my way                              | 74           | 8            | Platina in Nederland |
| Gewaarschuwd                              | 8 september 2017 | On my way                              | 74           | 2            |                      |
| Oeps (met Cho)                            | 8 september 2017 | On my way                              | 80           | 1            |                      |
| Wanna be mine (met Frenna en Diquenza)    | 17 november 2017 | We don't stop (van Frenna en Diquenza) | 29           | 6            |                      |
| Warming up (met Chivv)                    | 16 maart 2018    | —                                      | 73           | 1            |                      |
| Zo niet zijn (met Esko en Sevn Alias)     | 20 april 2018    | Beats by Esko (van Esko)               | 60           | 1            |                      |
| Bende (met Spanker, Cho en Idaly)         | 8 juni 2018      | Ontbijten met champagne (van Spanker)  | 94           | 2            |                      |
| Ntiya (met Ismo)                          | 22 juni 2018     | Onverwachts (van Ismo)                 | 99           | 1            |                      |
| Ik slide (met Jonna Fraser)               | 6 juli 2018      | —                                      | 91           | 1            |                      |
| J'ai déconné (met Clandistino)            | 3 augustus 2018  | —                                      | 15           | 17           | Platina in Nederland |
| Quatro baby (met MocroManiac en Henkie T) | 16 augustus 2018 | Maniac (van MocroManiac)               | 54           | 1            |                      |
| Come my way (met Tabitha)                 | 30 november 2018 | Hit-Sig (van Tabitha)                  | 56           | 16           | Goud in Nederland    |
| Kijk ze nu dan                            | 24 januari 2019  | —                                      | 90           | 1            |                      |
| Bounce back                               | 18 april 2019    | Van een meisje naar een vrouw          | 74           | 1            |                      |
| Bula bai                                  | 5 juli 2019      | Van een meisje naar een vrouw          | 78           | 3            |                      |
| Wild things (met Yade Lauren en SRNO)     | 3 juni 2022      | —                                      | 58           | 3            |                      |